# Columns
Columns (コラムス?, Koramusu) è un videogioco rompicapo prodotto dalla Sega nel 1990 come arcade e per le console Sega Mega Drive, Sega Master System e Game Gear, e in seguito prodotto da vari editori anche per console PC Engine, SNES e per i computer giapponesi FM Towns, MSX2, PC-88, PC-98, Sharp X68000, Zaurus.
Il gioco è simile al celebre Tetris e come tale si basa sull'accumulo di blocchi che cadono dall'alto in tempo reale, in questo caso a forma di gemme; l'obiettivo è formare linee di tre blocchi dello stesso colore.
Columns ha dato inizio a una longeva serie Columns ufficiale ed è stato imitato da numerosi cloni e varianti non ufficiali per molte piattaforme.
La versione Mega Drive venne riproposta anche sugli arcade Mega-Tech e nella raccolta Sega Classics Arcade Collection per Mega CD.
Il gioco emulato è uscito su Virtual Console e Steam ed è incluso nelle raccolte Sega Ages per Saturn, Sega Mega Drive Collection per PlayStation 2 e PlayStation Portable, Sega Mega Drive Ultimate Collection per PlayStation 3 e Xbox 360 e Sega Mega Drive Classic Collection Gold Edition per Windows.

## Trama
Secondo quanto viene accennato come storia fittizia dal manuale, il gioco ha avuto origine tra gli antichi mercanti fenici. Gran parte delle versioni hanno schermate introduttive e decorazioni ispirate all'antichità classica.

## Modalità di gioco
Columns (lett. "colonne") si svolge su uno spazio bidimensionale, inizialmente vuoto, che si riempie con una griglia di blocchi a forma di gemme di sei diversi tagli e colori, larga sei colonne. Le gemme cadono dall'alto, in tempo reale, in gruppi casuali di tre alla volta, allineati in verticale. Il giocatore può spostare a destra e sinistra la colonna che sta cadendo, finché non si posa sul fondo o su altre gemme, e volendo può accelerarne, ma non fermarne, la caduta. Può inoltre cambiare di posto le tre gemme all'interno della colonna, facendole scorrere a rotazione.
Quando una colonna si è posata ne entra in gioco un'altra; il contenuto della prossima colonna è visibile al giocatore in anteprima in una finestrella fuori dall'area di gioco.
Il giocatore deve cercare di formare, con le gemme posate, una o più file di almeno tre gemme dello stesso colore, orientate indifferentemente in orizzontale, verticale o diagonale. Quando si forma una fila, tutte le gemme che la compongono spariscono definitivamente. Le eventuali gemme che poggiavano sopra quelle eliminate riprendono a cadere, fino a fermarsi nuovamente sul primo ripiano sottostante. Così facendo possono anche formare nuove file, che vengono anch'esse eliminate in una reazione a catena. Tali eliminazioni a catena fruttano generalmente un punteggio molto elevato e possono far uscire il giocatore da situazioni di grave affollamento.
In rare occasioni può scendere una colonna di gemme speciali, che ha l'effetto di eliminare dallo schermo tutte le gemme del colore sul quale si posa.
Man mano che si eliminano gemme si avanza di livello, ma senza interruzioni nel gioco, che aumenta sempre più la propria velocità.
Quando l'area di gioco si riempie di gemme fino a farle fuoriuscire in alto, la partita termina.

### Varianti
Nella versione arcade la schermata di gioco comprende due aree indipendenti che possono essere usate simultaneamente da due giocatori; quando il giocatore è uno solo, l'altra area resta inutilizzata. L'unica impostazione iniziale disponibile è la scelta del livello di partenza.
Nelle conversioni domestiche può esserci anche un'area sola e vennero introdotte diverse modalità di gioco. Oltre che in termini di livello/velocità iniziale, la difficoltà può essere regolata come numero di colori possibili in gioco (da 4 a 6).
Su Mega Drive e FM Towns si può giocare in singolo, in multigiocatore su due aree, o in multigiocatore cooperativo su una sola area; in tal caso i due controllano a turno le colonne. In tutti i casi, in alternativa al gioco originale si può scegliere la modalità Flash, nella quale una specifica gemma posata in basso lampeggia, e l'obiettivo è raggiungere ed eliminare proprio quella gemma nel più breve tempo possibile.
Su Master System e Game Gear oltre alla modalità Flash è introdotta la modalità a due competitiva (due console collegate via cavo nel caso del Game Gear), nella quale ci si può disturbare a vicenda: quando si eliminano due o più terzetti con una sola mossa, l'area dell'avversario viene ridotta, sollevandone il fondo di una o più righe, mentre la propria area viene riabbassata di altrettante righe se era stata sollevata in precedenza.
Nelle versioni PC-88, PC-98 e X68000 oltre alla modalità competitiva a due è possibile anche il gioco competitivo contro un avversario controllato dal computer, selezionabile tra vari personaggi.
Le versioni per Master System e Game Gear permettono di cambiare lo stile grafico dei blocchi, da gemme ad altri simboli, come frutta e semi delle carte.
Possibilità analoghe sono offerte anche su PC-88, PC-98 e X68000, dove si può selezionare ad esempio un tema egizio o medievale.

## Sviluppo
L'idea di Columns ha avuto origine da Jay Geertsen, un ingegnere software che attorno al 1989 lavorava per la Hewlett-Packard e viveva a Colorado Springs. Geertsen sostiene che, poiché per lavoro doveva fare un porting per X11 Window System, per imparare a sviluppare su tale sistema decise di programmare un semplice gioco in tempo reale.
La meccanica di gioco fa facilmente pensare a Tetris, che quello stesso anno ebbe le pubblicazioni commerciali che lo resero celeberrimo; Geertsen lo conosceva, ma sostiene di non essersi ispirato a Tetris né ad altri videogiochi.
La prima ispirazione venne invece dal gioco del Tris. Geertsen infatti cercava qualcosa di semplice, dato che per lui il programma era solo un esercizio e non pensava neppure che potesse diventare un prodotto professionale.
Un paragone con Tetris lo fece quando inventò il sistema di aumento della difficoltà. A Geertsen non piaceva il metodo di Tetris, che aumenta sempre più la velocità di caduta dei blocchi; in Columns aumentò invece progressivamente il numero e la variabilità dei colori in gioco (sistema che poi però fu cambiato nelle versioni realizzate da altri).
Il gioco sviluppato da Geertsen per X11 fu poi condiviso con i colleghi della Hewlett-Packard, a solo scopo di divertimento.
In particolare un collega in California gestiva una raccolta di programmi e giochi per HP-UX con X11 e lo rese disponibile su server a tutta l'azienda. Altri due colleghi programmatori se ne interessarono e proposero di realizzare rispettivamente conversioni per Macintosh e MS-DOS, che poi avrebbero a loro volta divulgato, e Geertsen accettò. Columns fu quindi diffuso anche nel mondo esterno come shareware.
Le versioni DOS e Mac si fecero notare, e poiché accreditavano Geertsen come ideatore originale, un avvocato indipendente che aveva capito le potenzialità del gioco contattò Geertsen per acquistarne i diritti d'autore.
Poiché aveva usato risorse della Hewlett-Packard per sviluppare il gioco, Geertsen ritenne giusto coinvolgere l'azienda. I suoi superiori non sapevano bene che fare e persero sei mesi per decidere. Alla fine i diritti furono venduti all'avvocato, senza l'esclusiva; il profitto fu donato all'ente benefico Mile High United Way e la Hewlett-Packard conservò il diritto di fornire la versione X11 insieme a HP-UX. Geertsen ricevette solo una targa di riconoscimento dall'azienda per il suo contributo a HP-UX.
A questo punto la Sega, che non era riuscita ad avere i diritti per produrre Tetris come arcade e stava cercando un altro rompicapo che potesse fargli concorrenza, acquisì i diritti su Columns tramite l'avvocato e ne derivò un prodotto commerciale, prima come arcade e poco dopo per le proprie console.
Geertsen non fu più coinvolto per nulla nello sviluppo. Fu la Sega a introdurre il tema grafico delle gemme (prima erano semplici blocchi colorati) e dei fenici, la modalità a due giocatori e le gemme speciali.

## Accoglienza
Columns divenne un titolo importante per la Sega, e ispirò un proprio filone di rompicapo simili. Fu un successo commerciale e il rompicapo per eccellenza per molti fan della Sega.
In particolare Columns divenne uno dei giochi più diffusi in assoluto sulla console Sega Mega Drive, in gran parte grazie alla raccolta Mega Games 1, contenente anche Super Hang-On e World Cup Italia '90, che venne venduta anche inclusa con certe edizioni della console.
I giudizi della critica dell'epoca furono generalmente buoni, con medie attorno al 75%, almeno per quanto riguarda la stampa occidentale e le versioni arcade, Mega Drive, Master System, Game Gear e PC Engine.
Columns veniva generalmente identificato subito come un gioco ispirato a Tetris, ma comunque dotato di una sua originalità e di maggiori opzioni.

## Serie
La serie ufficiale di Columns comprende molti titoli:
- Columns (1990), arcade e numerose conversioni
- Columns II (1990), arcade
- Columns III (1993), arcade e Mega Drive
- Stack Columns (1994), arcade
- Super Columns (1995), Game Gear e Palm OS
- Columns '97 (1997), arcade
- Hanagumi Taisen Columns (1997), arcade e Sega Saturn, ambientato in Sakura Wars
- Columns GB: Tezuka Osamu Characters (1999), Game Boy Color, con vari personaggi di Tezuka Osamu
- Hanagumi Taisen Columns 2 (2000), Dreamcast
- Columns Crown (2001), Game Boy Advance
- Columns for Clié (2002), incluso con il controller Sony PEGA-GC10 per palmari CLIÉ
- Sega Ages 2500: Vol. 7 - Columns (2003), PlayStation 2